# قشلاق صفرعلی نصرت
قشلاق صفرعلی نصرت یک روستا در ایران است که در استان اردبیل واقع شده‌است. قشلاق صفرعلی نصرت ۷۶ نفر جمعیت دارد.